# Bernardino Vázquez de Tapia
Bernardino Vázquez de Tapia (* um 1490 in Oropesa, Toledo; † nach 1552) war ein spanischer Konquistador und Teilnehmer an der Eroberung des Aztekenreiches. Er wurde um 1490 als Sohn des Pedro Sánchez Vazquez und der Marina Alfonsa de Balboa geboren, sein Todeszeitpunkt ist ungewiss. Er verfasste 1542 einen Bericht über die spanische Eroberung Mexikos, der einen wichtigen anderen Blickwinkel gegenüber dem Berichtsbriefen des Hernán Cortés bildet.

## Werk
Im Zusammenhang mit der in den Leyes Nuevas von 1542 festgelegten Gesetzgebung, nach der die Zuteilung von Indianern an Spanier in Form der Encomienda mit dem Tod des ersten Inhabers erlöschen sollte, wurden von den Encomenderos zahlreiche Darstellungen ihrer Verdienste („relaciones de méritos y servicios“) an den König gerichtet. Eine solche ist der Bericht des Encomenderos von Churubusco, Bernardino Vázquez de Tapia. Im Gegensatz zu anderen gleichzeitigen Schriften spricht er ausschließlich aus seiner Perspektive und über seine Handlungen. Er erzählt, wie er mit Pedro Arias Dávila nach dem Norden Südamerikas kam, dann auf Kuba eine Indianerzuteilung erhielt, aber bald an der Expedition des Juan de Grijalva zur Küste des mexikanischen Festlandes teilnahm. Er nahm anschließend an dem Eroberungszug des Hernán Cortés teil. In dessen Verlauf wurde er zusammen mit Pedro de Alvarado von Cortés, dessen Heer sich zu diesem Zeitpunkt in Tlaxcallan aufhielt, voraus nach Tenochtitlan zu Moctezuma geschickt. Der Weg, den sie, um die kostbaren Pferde nicht in Gefahr zu bringen, zu Fuß zurücklegen mussten, führte sie über Cholula und am Südfuß des Popocatépetl entlang in einem gewaltigen Umweg bis Texcoco, weil die sie begleitenden Botschafter der Azteken das feindliche Gebiet von Huexotzinco umgehen mussten. Sie wurden aber nicht zu Moctezuma vorgelassen und mussten unverrichteter Dinge wieder zurückkehren. Im Folgenden beschreibt er die Eroberung von Tenochtitlan und die von Cortés veranlassten Expeditionen in weite Teile Mexikos mit vielen detaillierten Angaben, die in anderen Quellen fehlen. Er reiste zwei Mal nach Spanien und berichtete, dass er über zwei Jahrzehnte Stadtrat in der Stadt Mexiko war. Das Manuskript seines Berichtes befindet sich heute in der Real Biblioteca de San Lorenzo de El Escorial bei Madrid.
In einem der zahlreichen Prozesse gegen Cortés sowie in einem gegen Pedro de Alvarado legte er umfangreiches Zeugnis ab, das Licht auf Details und insbesondere Übergriffe während der Eroberung wirft.